# Marszałek Józef Piłsudski na Kasztance
Marszałek Józef Piłsudski na Kasztance – powstały w 1933 obraz olejny autorstwa polskiego malarza batalisty Wojciecha Kossaka, portret konny marszałka Józefa Piłsudskiego.

## Historia
Obraz powstał w 1933, na dwa lata przed śmiercią Józefa Piłsudskiego. Zdobił dawną siedzibę Ambasady RP przy Stolicy Apostolskiej, z której, po cofnięciu uznania przez Stolicę Świętą dla Rządu Rzeczypospolitej Polskiej na uchodźstwie w 1972, oddany został w depozyt do podziemi opactwa na Monte Cassino. Obrazy i inne przedmioty z depozytu przekazano do nowej siedziby Ambasady RP przy Stolicy Apostolskiej przy Borgo Santo Spirito 7 stycznia 1994. Obecnie obraz stanowi część kolekcji w siedzibie ambasady przy Via dei Delfini 16.

## Opis
Marszałek przedstawiony został na swojej klaczy Kasztance. Jedzie stępa na tle brzozowego zagajnika. Uwidocznieni zostali też inni żołnierze.